# Terraformació de Mart

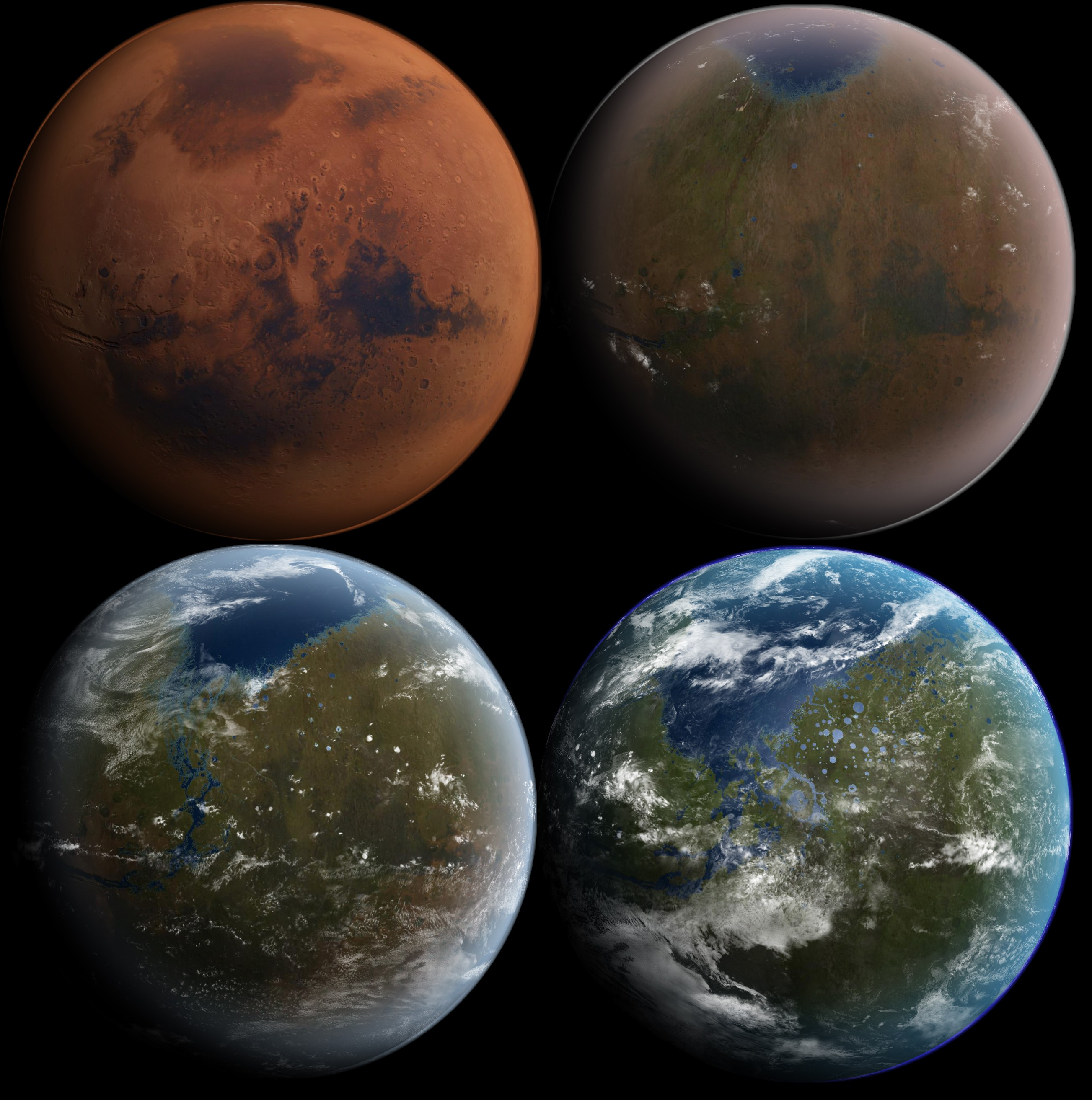
Concepció artística del procés de terraformació de Mart.

La terraformació de Mart és un procés hipotètic amb el qual el clima, la superfície i les qualitats conegudes del planeta Mart, podrien ser deliberadament condicionades amb l'objectiu de fer-lo habitable per éssers humans i altres tipus de vida terrestre. Assegurant al mateix temps les condicions de seguretat i sostenibilitat per a una possible colònia
L'entorn d'un planeta pot ser modificat deliberadament, en base en les experiències que s'han observat en la Terra, no obstant això, la factibilitat de crear-hi una biosfera és incerta. Alguns dels mètodes i mecanismes proposats no poden ser duts a terme sense una especialitzada capacitat tecnològica i amb una problemàtica de recursos econòmics, (la quantitat necessària es troba més enllà del que qualsevol govern o societat està disposat a destinar per a aquest propòsit).
Es debat entre els científics sobre si seria possible terraformar Mart, o l'estabilitat del clima una vegada terraformat. És possible que en una escala de temps geològica -desenes o centenars de milions d'anys- Mart pogués perdre la seva aigua i atmosfera de nou, possiblement a causa dels mateixos processos que el van portar al seu estat actual.
De fet, es creu que una vegada Mart tenia un ambient relativament similar al de la Terra a principis de la seva història, amb una densa atmosfera i abundant aigua que es va perdre al llarg de milions d'anys; fins i tot s'ha suggerit que aquest procés podria ser cíclic. El mecanisme exacte d'aquesta pèrdua no està del tot clar, encara que s'han proposat moltes teories. La falta d'una magnetosfera envoltant Mart pot haver permès que el vent solar erosionés l'atmosfera, la relativa baixa gravetat de Mart ajudaria a accelerar la pèrdua dels gasos lleugers a l'espai. Una altra possibilitat seria l'absència de plaques tectòniques a Mart impedint que els gasos atrapats en els sediments es reciclessin de nou a l'atmosfera. L'absència d'un camp magnètic i activitat geològica poden ser el resultat de la menor grandària de Mart, permetent que el seu interior es refredés més de pressa que la Terra, encara que els detalls d'aquests processos són encara desconeguts. No obstant això, cap d'aquests processos és probable que siguin significatius al llarg de la vida de la majoria d'espècies animals, o fins i tot en l'escala de temps de la civilització humana, i la lenta pèrdua de l'atmosfera és possible que pogués ser contrarestada mitjançant activitats artificials de terraformació.
Terraformar Mart requeriria dos grans canvis interrelacionats: construir l'atmosfera i escalfar-la. Atès que una atmosfera més densa de diòxid de carboni i alguns altres gasos amb efecte d'hivernacle atraparien la radiació solar, els dos processos es reforçarien l'un en l'altre. En tot cas s'han suggerit múltiples possibilitats per terraformar el planeta vermell.

## Raons per la "terraformació"

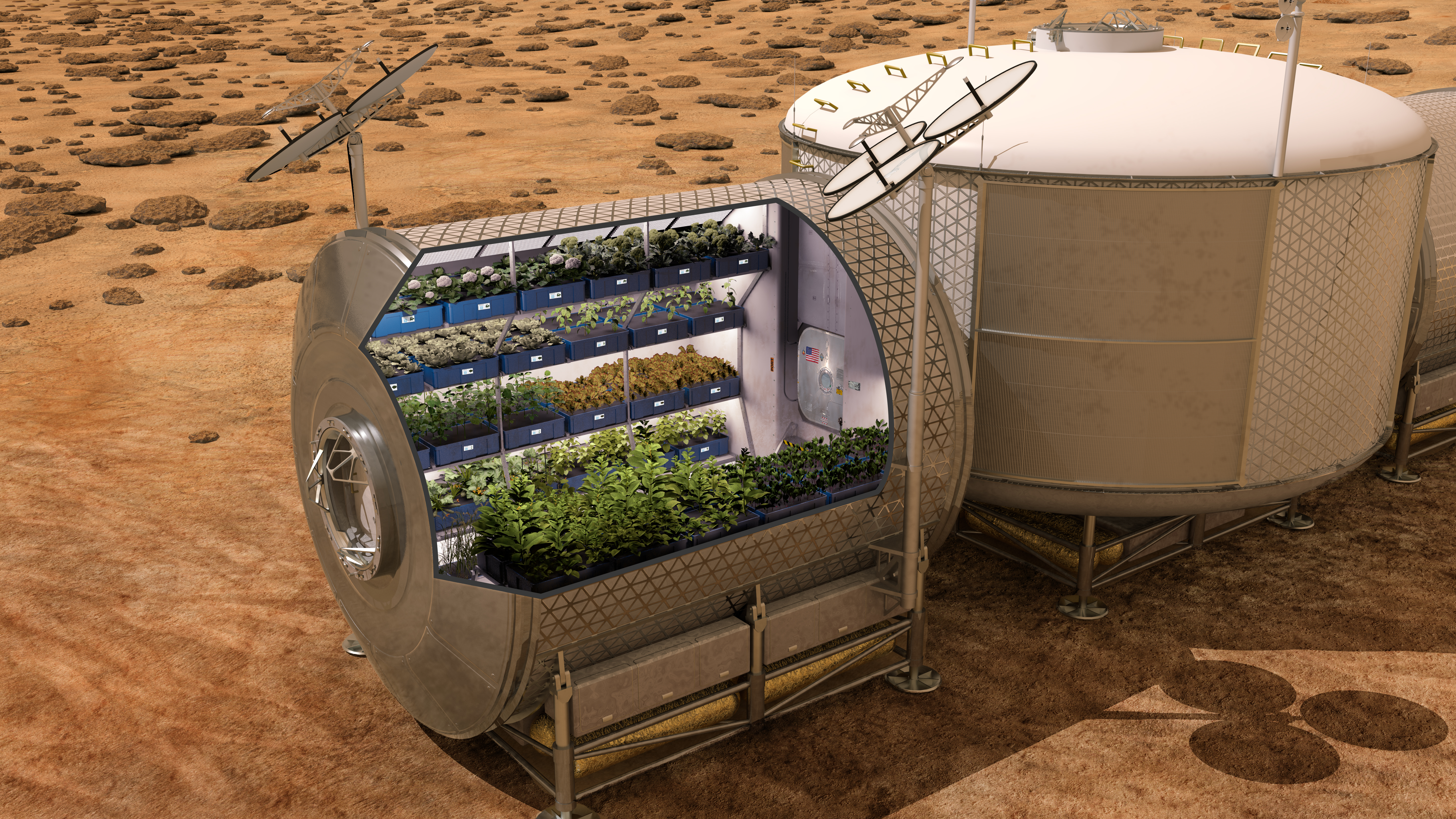
Il·lustració de plantes que creixen en una hipotètica base de Mart.

En un futur no gaire llunyà, el creixement de la població i la necessitat de recursos naturals possiblement crearà en els humans pressió per plantejar-se la colonització de nous hàbitats, com la superfície dels oceans de la Terra, les profunditats marines, l'espai orbital terrestre proper al planeta, la lluna i els planetes propers, així com crear mines en el sistema solar per poder extreure energia i materials. Mitjançant la terraformació, els humans podrien convertir el planeta Mart en habitable molt abans que es tingués necessitat extrema. Mart podria estar a la zona habitable durant un temps, i podria donar a la humanitat alguns milers d'anys addicionals per poder desenvolupar una tecnologia espacial superior i poder-se assentar en les vores del sistema solar i en un futur en altres sistemes planetaris.

## Antecedents

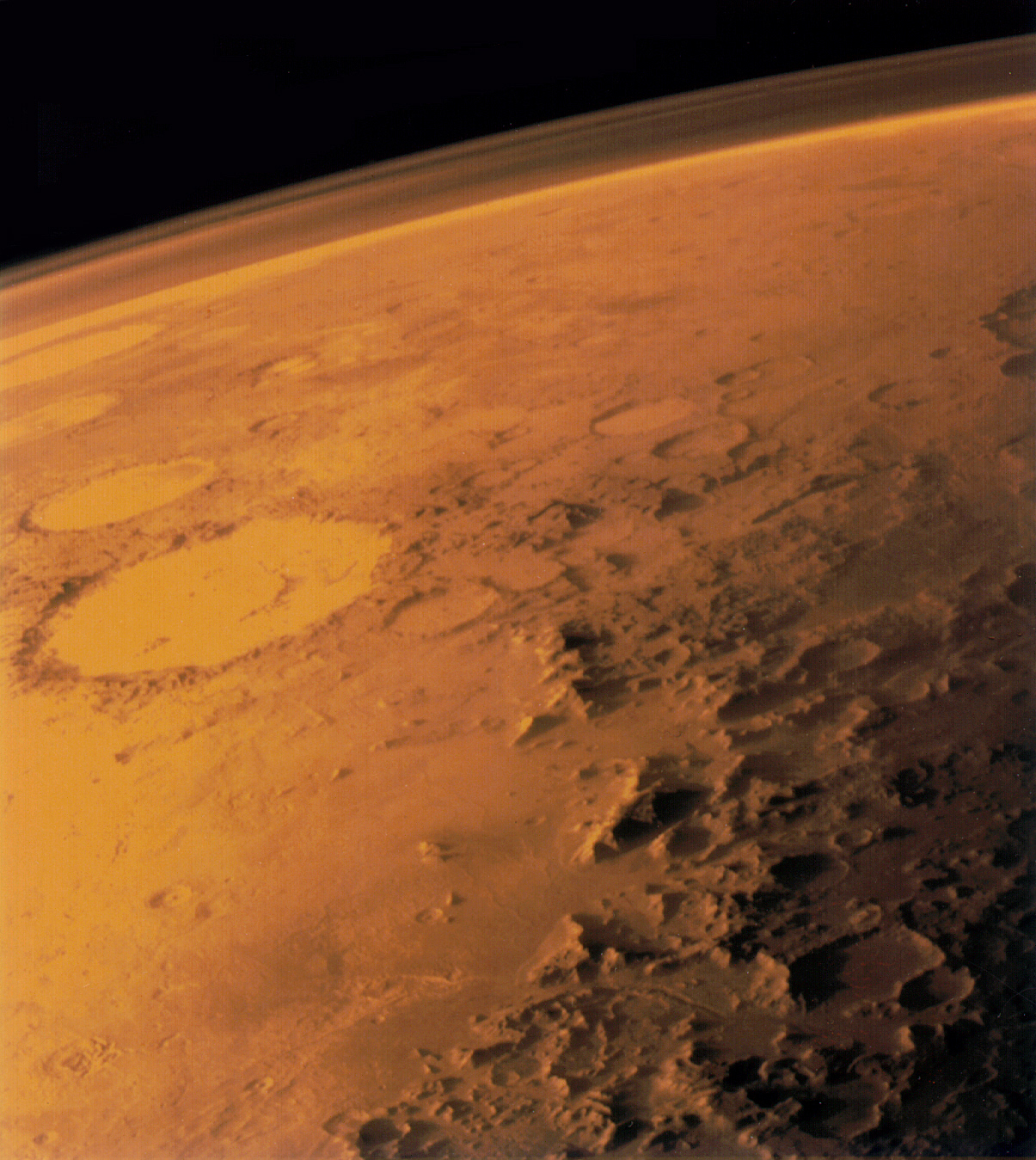
Atmosfera de Mart, fotografia presa des d'una òrbita propera.

Mart, per si mateix, ja conté molts dels minerals que podrien teòricament utilitzar-se per la terraformació. Addicionalment, les investigacions recents han descobert grans quantitats de gel en forma de permafrost just per sota de la superfície marciana fins a la latitud 60, a més de la que hi ha en la superfície dels pols, on està barrejat amb gel sec. També s'han creat hipòtesis que hi ha grans quantitats de gel en les capes inferiors de la seva superfície. En arribar l'estiu marcià el diòxid de carboni (CO₂) congelat dels pols torna a l'atmosfera, i la petita quantitat d'aigua residual és escombrada d'allí per vents que s'apropen a les 250 mph (402,336 km/h). Aquest succés estacional transporta grans quantitats de pols i vapor d'aigua a l'atmosfera, el que dona lloc a núvols tipus cirrus molt semblants a les terrestres.
L'oxigen només està present en l'atmosfera en quantitats mínimes, però es troba present en grans quantitats en òxids metàl·lics en la superfície marciana. També hi ha una mica d'oxigen present en el sòl en la forma de nitrats. L'anàlisi de les mostres de sòl obtingudes pel Phoenix Lander ens indicava la presència de perclorat, que s'utilitza per alliberar l'oxigen en els generadors d'oxigen químics. Addicionalment, l'electròlisi es podria emprada per separar l'aigua del planeta en oxigen i hidrogen si existís l'electricitat suficient.
Hi ha qui suggereix que Mart va tenir una vegada un medi ambient relativament similar al de la Terra durant un estadi anterior del seu desenvolupament. Aquesta similitud ens la dona el grossor de l'atmosfera marciana, així com la presència evident d'aigua en estat líquid al planeta en algun moment del seu passat. L'atmosfera, després de milions d'anys, ha disminuït a causa de la fuita de gasos a l'espai, encara que també s'ha condensat parcialment en forma sòlida. Encara que sembla que l'aigua va existir en la superfície marciana, ara només hi ha en els pols i just sota la superfície del planeta en forma de permafrost. Els mecanismes exactes que van portar a les condicions atmosfèriques actuals de Mart no es coneixen del tot, encara que s'han considerat diverses hipòtesis. Una d'elles és que la gravetat actual de Mart indica que els gasos lleugers de les capes altes de l'atmosfera podrien haver contribuït a la seva disminució, a causa de l'excés d'àtoms que es van escapar a l'espai. La falta evident de plaques tectòniques és un altre factor bastant plausible, ja que una falta d'activitat tectònica, en teoria, faria que el reciclatge dels gasos atrapats en els sediments del sòl revertint-los a l'atmosfera fos molt més lent.

## Mètodes teòrics de terraformació
|                         | Mart                | Terra                 |
| Pressió                 | 0,6 kPa (0,087 psi) | 101,3 kPa (14,69 psi) |
| Diòxid de carboni (CO₂) | 95,32%              | 0,04%                 |
| Nitrogen (N₂)           | 2,70%               | 78,08%                |
| Argó (Ar)               | 1,60%               | 0,93%                 |
| Oxigen (O₂)             | 0,13%               | 20,94%                |
| ----------------------- | ------------------- | --------------------- |

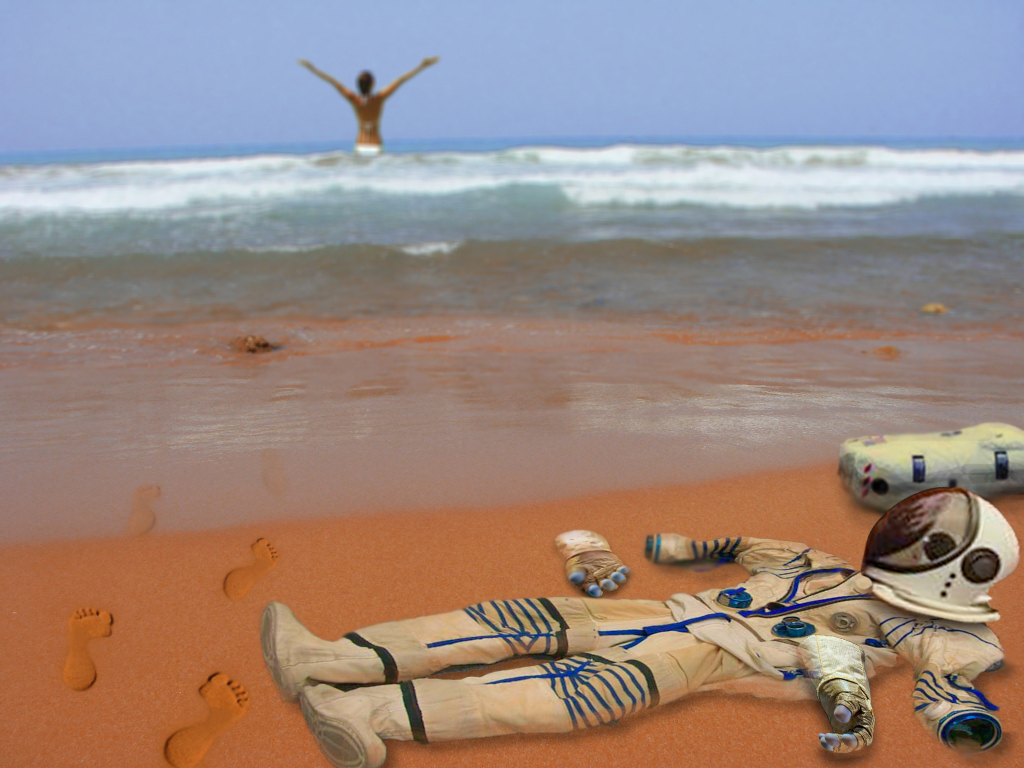
Visió artística d'un Mart terraformat. (crèdit: Michael Carroll).

La terraformació de Mart implicaria dos canvis entrellaçats: creació d'una atmosfera i mantenir el planeta càlid. L'atmosfera marciana és relativament prima, la qual cosa fa que la pressió en la superfície sigui molt baixa (0,6 kPa), comparats amb la de la Terra (101,3 kPa). L'atmosfera de Mart consisteix d'un 95% de diòxid de carboni (CO₂), 3% de nitrogen, 1,6% d'argó, i només conté petites quantitats d'oxigen, aigua, i metà. A causa que la seva atmosfera està formada principalment de CO₂, un conegut gas que produeix l'efecte hivernacle, una vegada el planeta comencés a escalfar-se i a fondre's les reserves dels pols, una quantitat major de CO₂ entraria en l'atmosfera fent que aquest efecte hivernacle augmentés. Cadascun dels dos processos afavoriria a l'altre, i d'aquesta manera ajuden a la terraformació. No obstant això, es necessitarien aplicar certes tècniques ("Vegeu més a baix") d'una manera controlada i a gran escala durant un temps prou llarg per aconseguir canvis sostenibles i aconseguir convertir aquesta teoria en realitat.

### Construint l'atmosfera

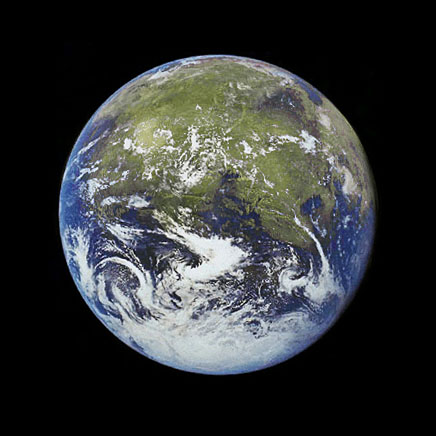
Representació artística de Mart terraformat. Al centre es troba la hipotètica Mariner Bay, actualment forma part del Valles Marineris, a dalt en la part de l'extrem Nord es troba el mar de Acidalia Planitia.

Com que l'amoníac és un potent gas amb efecte d'hivernacle, i és possible que la naturalesa hagi acumulat grans quantitats d'aquest congelat en objectes de la grandària d'asteroides orbitant el sistema solar exterior, seria possible el traslladar-los i enviar-los a l'atmosfera de Mart. El xoc d'un cometa en la superfície del planeta causaria una destrucció que podria arribar resultar contraproduent. En canvi, mitjançant l'aerofrenada si fos possible, permetria que la massa congelada del cometa es va vaporitzar i convertir en part de l'atmosfera que travessa. Un bombardeig de petits asteroides augmentaria tant la massa del planeta com la seva temperatura i atmosfera.
La necessitat d'un gas inert és un desafiament que hauran d'abordar els constructors de l'atmosfera. A la Terra, el nitrogen és el component atmosfèric principal amb el 79%. Mart requeriria un gas inert similar encara que no necessàriament tant. De totes maneres, obtenir quantitats significatives de nitrogen, argó o altres gasos no volàtils podria ser complicat.
La importació d'hidrogen podria dur-se a terme mitjançant enginyeria atmosfèrica i hidrosfèrica. Depenent del nivell de diòxid de carboni en l'atmosfera, la importació i reacció amb l'hidrogen produiria calor, aigua i grafit mitjançant la reacció Bosch. Afegir aigua i calor a l'ambient seria la clau per convertir el món sec i fred en adequat per a la vida terrestre. Alternativament, fent reaccionar hidrogen amb el diòxid de carboni mitjançant la reacció de Sabatier es produiria metà i aigua. El metà podria alliberar-se a l'atmosfera on es complementaria l'efecte hivernacle. Presumiblement, l'hidrogen podria obtenir-se en quantitat dels gegants gasosos o extret dels seus compostos rics dels objectes presents en el sistema solar exterior, encara que la quantitat d'energia necessària per transportar seria gran.
Densificar l'atmosfera marciana no seria suficient per fer-la habitable per a la vida terrestre tret que contingués la barreja apropiada de gasos. Aconseguir una barreja adequada de gas inert, oxigen, diòxid de carboni, vapor d'aigua i altres gasos, requeriria o bé el processament directe de l'atmosfera o alterar-la per mitjà de vida vegetal i altres organismes. L'enginyeria genètica podria permetre que aquests organismes processessin l'atmosfera més eficientment i sobrevisquessin en l'ambient hostil.

### Agregant calor

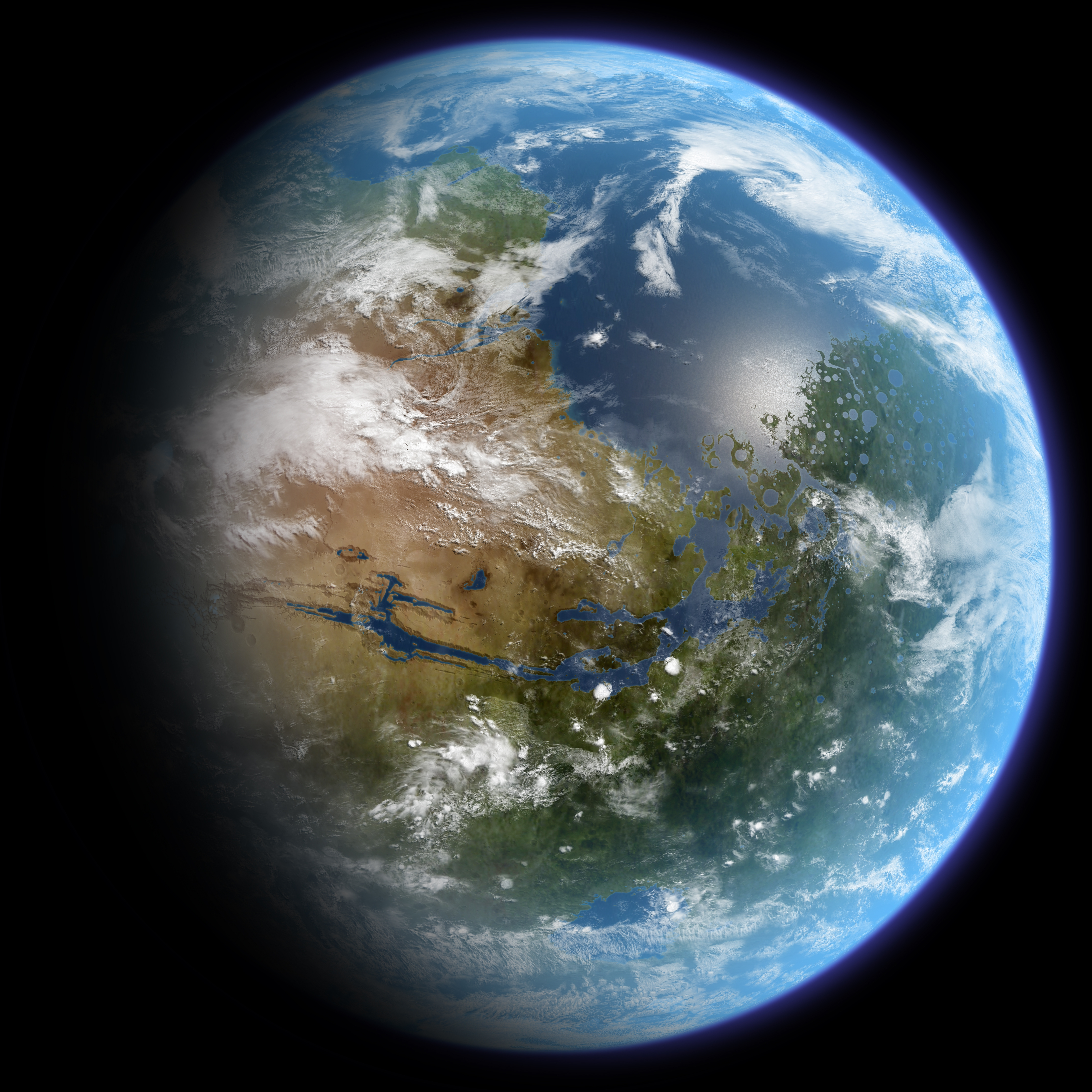
Concepció artística de Mart després de la terraformació. Aquesta fotografia està centrada aproximadament en el meridià principal i a 30º Nord de latitud, amb un oceà hipotètic amb un nivell d'aigua de 2 quilòmetres per sota de l'elevació mitjana de la superfície. Aquest oceà inundaria el que és ara Vastitas Borealis, Acidalia Planitia, Chryse Planitia, i Xanthe Terra; les masses terrestres visibles són Tempe Terra a l'esquerra, Aonia Terra a baix, Terra Meridiani a baix a la dreta, i Arabia Terra a dalt a la dreta. Els rius que alimenten a aquest oceà a baix a la dreta, ocupen el que ara són el Valles Marineris i Ares Vallis, mentre que el llac enorme que es troba a sota a la dreta és el que ara és Aram Chaos.

### Crear una atmosfera amb aigua
La manera més important per poder crear una atmosfera a Mart és mitjançant la importació d'aigua. Obtenint-la del gel dels asteroides, o de les llunes de Júpiter o les de Saturn. Afegir aigua i calor al medi ambient marcià és un punt vital per fer que aquest planeta fred i sec sigui apropiat per sostenir vida.